# 일본 수산청
수산청(일본어: 水産庁 스이산쵸[*], Fisheries Agency, 약칭: FA)은 일본의 행정기관이다.

## 설치 근거 및 소관 업무

### 설치 근거
- 농림수산성설치법 제30조

### 소관 업무
- 수산자원의 적절한 보존 및 관리
- 수산물의 안정공급의 확보
- 수산업의 발전
- 어업자의 복지의 증진

## 연혁
- 1948년(쇼와 23년): 농림성 수산국을 수산청으로 승격.

## 조직

### 간부
- 장관 1인
- 차장 1인

### 내부부국

#### 어정부
- 참사관 1인
- 어업보험관리관 1인
- 어정과
- 기획과
- 수산경영과
- 가공유통과

#### 자원관리부
- 심의관 1인
- 참사관 1인
- 관리과
- 어업조정과
- 국제과

#### 증식추진부
- 참사관 1인
- 연구지도과
- 어장자원과
- 재배양식과

#### 어항어장정비부
- 계획과
- 정비과
- 방재어촌과

### 지방지분부국
- 홋카이도어업조정사무소
- 센다이어업조정사무소
- 니가타어업조정사무소
- 사카이항어업조정사무소
- 세토내해어업조정사무소
- 규슈어업조정사무소

## 같이 보기
- 수산청 장관
- 수산청 차장